# Khamani Griffin
Khamani Griffin (Oakland (Califórnia), 1 de agosto de 1998) é um ator mirim norte-americano.

## Prêmios e Indicações
| Prêmios | Prêmios   | Prêmios             | Prêmios                                                                       | Prêmios           |
| Ano     | Resultado | Premiação           | Categoria                                                                     | Título            |
| ------- | --------- | ------------------- | ----------------------------------------------------------------------------- | ----------------- |
| 2004    | Indicado  | Young Artist Awards | Melhor Elenco Jovem em Filme                                                  | A Creche do Papai |
| 2007    | Indicado  | Young Artist Awards | Melhor Performance em Série de TV (Comédia ou Drama) - Ator Jovem Até 10 Anos | All of Us         |
| 2008    | Indicado  | Young Artist Awards | Melhor Performance em Série de TV - Ator Jovem Até 10 Anos                    | All of Us         |